# Nord 2100 Norazur
Dimensions
Le Nord 2100 Norazur est un avion de transport français conçu et construit à la fin des années 1940 par la SNCAN à Courbevoie, près de Paris.
Il devait répondre aux besoins d'après-guerre d'un avion léger de transport et d'entraînement pour l'armée de l'air française, il volera pour la première fois à l'aérodrome des Mureaux. Il ne sera construit qu'en un seul exemplaire.